# Nordlig gråuggla
Nordlig gråuggla (Ptilopsis leucotis) är en fågel i familjen ugglor inom ordningen ugglefåglar.

## Utseende och läte
Nordlig gråuggla är en relativt liten uggla, dock större än de flesta dvärguvar som den annars liknar. Den är mestadels ljusgrå, med svartkantat vitt ansikte och orangegula ögon. Lätet är ett dämpat, tudelat "huu-hoooo". Den är mycket lik systerarten sydlig gråuggla, men skiljer sig i läte och delar knappt utbredningsområde.

## Utbredning och systematik
Fågeln förekommer i Afrika, från Senegal och Gambia till Somalia, norra Demokratiska republiken Kongo, norra Uganda och centrala Kenya. Tidigare betraktades nordlig och sydlig gråuggla (Ptilopsis granti) utgöra samma art. 

## Levnadssätt
Nordlig gråuggla hittas i öppen torr savann. Där tillbringar den ofta dagen med att vila på överraskande exponerade sittplatser. 

## Status och hot
Arten har ett stort utbredningsområde, men tros minska i antal, dock inte tillräckligt kraftigt för att den ska betraktas som hotad. Internationella naturvårdsunionen IUCN listar arten som livskraftig (LC).